# مائوریسیو پوچتینو
مائوریسیو روبرتو پوچتینو تروسرو (اسپانیایی: Mauricio Roberto Pochettino Trossero‎؛ زادهٔ ۲ مارس ۱۹۷۲) بازیکن فوتبال پیشین و سرمربی فوتبال کنونی اهل آرژانتین است.
وی ۱۰ سال از ۱۸ سال دوران بازی اش را در لا لیگا و در باشگاه اسپانیول سپری کرد و در ۲۷۵ بازی برای اسپانیول، ۱۳ گل به ثمر رساند. او همچنین در لیگ ۱ در دو تیم بوردو و پاری سن ژرمن بازی کرد.
پوچتینو سرمربی گری را از اسپانیول و از سال ۲۰۰۹ آغاز کرد، و تا حدود چهار سال در این سمت باقی ماند؛ و برای یک فصل هدایت ساوت همپتون را در لیگ برتر انگلستان بر عهده داشت و پس از کسب نتایج مطلوب، به تاتنهام رفت.
وی همچنین در تیم ملی فوتبال آرژانتین بازی کرده‌است. وی توانست تیم تاتنهام را به فینال لیگ قهرمانان سال ۲۰۱۹ برساند اما در همان سال به دلیل کسب نتایج ضعیف از هدایت این تیم برکنار شد. وی در سال ۲۰۲۱ به عنوان سرمربی پاری سن ژرمن انتخاب شد و با وجود قهرمان کردن این تیم در لیگ ۱ فصل ۲۲–۲۰۲۱، یک سال بعد یعنی در سال ۲۰۲۲ به علت کسب نتایج ضعیف از هدایت این تیم برکنار شد.
مهم‌ترین دستاوردهای او نایب قهرمانی در لیگ جزیره و همچنین لیگ قهرمانان اروپا است که هردو با تاتنهام به‌دست آمد.

## دوران مربی گری

### اسپانیول
در ژانویه ۲۰۰۹، پوچتینو سومین سرمربی اسپانیول در فصل ۲۰۰۹–۲۰۰۸ شد، اسپانیول در آن فصل در بحرانی جدی به سر می‌برد و برای فرار از سقوط دست و پا می‌زد، وی در اولین بازی اش به عنوان سرمربی اسپانیول، دیدار سختی را در مقابل تیم قدرتمند همشهری یعنی بارسلونا در کوپا دل ری پیش رو داشت. او توانست بارسلونا در خانه با تساوی بدون گل متوقف کند. وی در پایان فصل اسپانیول را به‌طور کامل از خطر سقوط نجات داد و به رتبه دهم جدول رسید، مهم‌ترین موفقیت آن فصل او پیروزی در مقابل بارسلونای پپ گواردیولا بود که در ۲۷ سال پیش از آن برای اسپانیول سابقه نداشت، عملکرد او به قدری خوب بود که مسئولان اسپانیول را مجاب کند که قراردادش را تا سه سال دیگر هم تمدید کنند.
فصل ۲۰۱۰–۲۰۰۹ نیز برای پوچتینو به مانند فصل پیش بود و او فصل را در رتبه یازدهم تمام کرد.
در ماه مه سال ۲۰۱۰، وی قراردادش را که تا سال ۲۰۱۳ اعتبار داشت برای یک فصل دیگر نیز تمدید کرد، اما اوضاع برای پوچتینو به همان خوبی پیش نرفت و در نوامبر ۲۰۱۲، پس از شکست ۲–۰ خانگی در مقابل ختافه، اسپانیول با تنها نه امتیاز از سیزده مسابقه در قعر جدول قرار گرفت، پوچتینو که از محدودیت مالی مدیران اسپانیول برای او گله داشت، با توافق دو طرف از اسپانیول جدا شد.
با وجود رتبه‌های نه چندان خوب در لیگ، عملکرد پوچتینو در اسپانیول نظر کارشناسان را جلب کرد.

### ساوت همپتون
در ۱۸ ژانویه ۲۰۱۳، پوچتینو به عنوان سرمربی جدید ساوت همپتون انتخاب شد، او پس از «اسوالدو آردیبلز» دومین سرمربی آرژانتینی شاغل در لیگ برتر به‌شمار می‌رفت.
او نخستین بازی اش را پنج روز پس از امضای قرارداد، با اورتون با تساوی بدون گل پشت سر گذاشت. نخستین برد او با ساوت همپتون، در نهم فوریه در مقابل مدافع عنوان قهرمانی، منچستر سیتی به دست آمد.
پوچتینو در آن فصل به پیروزی‌های قابل توجهی در مقابل تیم‌های مطرح انگلیسی دست یافت، از جمله پیروزی ۳ بر ۱ خانگی در مقابل لیورپول (باشگاه فوتبال)، و برد ۲ بر ۱ مقابل چلسی در سنت مریز.
در اولین و تنها فصل حضورش در ساوت همپتون، او به رتبه قابل قبول هشتم جدول رسید. این رتبه بهترین جایگاه ساوت همپتون از فصل ۲۰۰۳–۲۰۰۲ به‌شمار می‌رفت، همچنین ساوت همپتون در آن فصل بیشترین امتیاز تاریخ خود را در لیگ جزیره به ثبت رساند.

### تاتنهام هاتسپر
مورخ ۲۷ می ۲۰۱۴، پوچتینو با قراردادی پنج ساله هدایت تاتنهام هاتسپر را به عهده گرفت و دهمین سرمربی تاتنهام در یک بازه زمانی دوازده‌ساله لقب گرفت. پوچتینو در فصل اول حضورش در تاتنهام، به فینال جام اتحادیه رسید، اما در فینال با نتیجه ۲ بر ۰ مغلوب رقیب همشهری اش چلسی شد. در لیگ نیز او در نهایت به رتبه خوب پنجم رسید و در انتهای فصل، از مدعیان جدی صعود به لیگ قهرمانان اروپا بود، هرچند که در نهایت به لیگ اروپا قناعت کرد. او همچنین چندین بازیکن آکادمی را نیز در تیم اصلی به کار گرفت که گل سرسبد آن‌ها بدون شک دله الی و البته هری کین بودند.
در فصل ۲۰۱۶–۲۰۱۵، تاتنهام با لستر سیتی رقابت تنگاتنگی برای کسب عنوان قهرمانی داشت، اما تساوی ۲ بر ۲ مقابل چلسی، امیدهای قهرمانی آن‌ها را نقش بر آب کرد. تاتنهام همچنین در آخرین بازی فصل، شکست سنگینی را در مقابل تیم از پیش سقوط کرده نیوکاسل یونایتد تجربه کرد تا نایب قهرمانی را نیز از دست بدهد و فصل را پایین‌تر از رقیب دیرینه، یعنی آرسنال به پایان برساند. تاتنهام در این فصل به رتبه سوم رسید که این، بهترین رتبه آنان از سال ۱۹۹۰ بود. در ماه مه ۲۰۱۶ پوچتینو با پیشنهاد تمدید قراداد سران تاتنهام موافقت کرد، قراردادی که او را تا سال ۲۰۲۱ به تاتنهام متعهد می‌کرد. در آغاز فصل ۲۰۱۷–۲۰۱۶، تاتنهام و پوچتینو ۱۲ بازی شکست ناپذیری را تجربه کردند که در نهایت با باخت مقابل چلسی خاتمه یافت. در ادامه فصل، فراز و نشیب‌های تاتنهام باعث شد که آن‌ها از لیگ قهرمانان اروپا و متعاقباً از لیگ اروپا نیز کنار روند. در پایان فصل تاتنهام در رقابت با چلسی آمادهٔ آنتونیو کونته، به مقام دومی بسنده کرد. تاتنهام در این فصل ۸۶ امتیاز کسب کرد که بالاترین شمار امتیاز این تیم در تاریخ لیگ برتر انگلیس به حساب می‌آمد، همچنین تاتنهام در کل فصل در ورزشگاه خانگی خود، وایت هارت لین، شکست ناپذیر بود. همچنین شایان ذکر است که رتبه دومی بهترین رتبه تاتنهام در لیگ از سال ۱۹۶۵ بود.
او برای هواداران باشگاه تاتنهام لحظات خوبی را تا فصل ۲۰۱۸–۲۰۱۹ رقم زد. اما با شروع فصل ۲۰۱۹–۲۰۲۰ تاتنهام دیگر با پوچتینو نتایج امیدوار کننده ای را به‌دست نیاورد و پس از ۱۲ بازی ابتدایی در لیگ جزیره، در رتبه ۱۴ ام لیگ قرار داشت و شکست‌های سنگینی که در رقابت‌های دیگر اروپایی از جمله شکست ۷–۲ در استادیوم خانگی برابر بایرن مونیخ به ثبت رسید، دنیل لوی را برای اخراج این سرمربی دوست داشتنی متقاعد کرد. او پنج فصل روی نیمکت سرمربی گری تاتنهام نشست و در چهار فصل توانست با تاتنهام در بین ۴ تیم برتر لیگ جزیره قرار بگیرد و این به نوبه خود دستاوردی بزرگ برای تاتنهام محسوب می‌شود.
باشگاه تاتنهام پس از پوچتینو، خوزه مورینیو را سرمربی خود کرد؛ و پوچتینو نیز مدتی بعد به باشگاه فرانسوی پاری سن ژرمن پیوست.

## سبک مربیگری
این ایده را که باید (پرس) کنیم از کجا آوردم؟ این در مورد شخصیت شماست، که شما چه کسی هستید. شما در زمین نشان می‌دهید که هستید. اگر در زندگی خود شجاع باشید، نمی‌توانید در زمین به شیوه ای متفاوت رفتار کنید. من نمی‌فهمم چگونه به شکل دیگری بازی کنم. همیشه شجاع باش، من دوست دارم شجاع باشم.

پوچتینو دربارهٔ سبک مربیگری خود.
پوچتینو فوتبالی با پرسینگ و فشار شدید و تفکر هجومی می‌پسندد. او بیشتر سیستم ۱-۳-۲-۴ را مورد استفاده قرار می‌دهد. تیم او از عقب بازیسازی انجام می‌دهد و وقتی توپ را در اختیار ندارد، حریف را به صورت شدید پرس می‌کند تا سریعاً توپ را بازپس بگیرند. او توسط بسیاری از صاحب نظران به دلیل تمرکز وی بر توسعه بازیکنان از آکادمی باشگاه مورد تحسین قرار گرفته.بسیاری از ملی پوشان تیم ملی فوتبال انگلستان زیر نظر او کار کرده‌اند.بازیکنانی که زیر نظر او کار کرده‌اند توانایی‌های او در راهنمایی و مشاوره و ارتقای سطح فنی، روحی و جسمانی وی در بازیکنان را تحسین کرده‌اند.

## لیگ قهرمانان اروپا
وی با تلاش فراوان و درخشش بازیکنان سرشناسی همچون سون هیونگ-مین کره ای و لوکاس مورا موفق شد در بازی نیمه نهایی و با بُرد دراماتیک آژاکس در دقیقه ۹۵، تاتنهام را برای اولین بار در تاریخ این تیم، به فینال لیگ قهرمانان اروپا برساند. در این بازی لوکاس مورا با هتریک و بازی خیره کننده خود، یک تنه
در بازی فینال با دو گل مغلوب تیم لیورپول شد و باعث جاری شدن اشک از چشمان این مربی احساسی آرژانتینی گردید
تحت هدایتش به کار می‌گیرد. علاقه پوچتینو به استفاده از بازیکنان آکادمی در تیم اصلی و پرورش استعداد آن‌ها، تمجید بسیاری از کارشناسان را برانگیخته است، همچنین بسیاری از این گری پوچتینو به تیم ملی انگلیس نیز دعوت شدند. خود پوچتینو اما، کشف استعدادهای انگلیسی را وظیفه خود می‌داند، او عقیده دارد که این کار، راهی برای قدردانی از کشور انگلستان برای پذیرفتن و سلام به
بازیکن‌های زیر نظر پوچتینو نیز، علاقه پوچتینو برای راهنمایی آن‌ها و کمک او در پیشرفت فیزیکی، فنی و روحی آن‌ها تعریف کرده‌اند.

## افتخارات

### سرمربی

#### تاتنهام هاتسپر
- جام اتحادیه باشگاه‌های انگلستان نایب قهرمان: ۱۵–۲۰۱۴
- لیگ قهرمانان اروپا نایب قهرمان: ۱۹–۲۰۱۸

#### پاری سن-ژرمن
- سوپر جام فوتبال فرانسه: ۲۰۲۰
- جام حذفی فوتبال فرانسه: ۲۱–۲۰۲۰
- لیگ ۱ فرانسه: ۲۰۲۲–۲۰۲۱